# Kozara nationalpark
Kozara nationalpark är en nationalpark i Bosnien och Hercegovina. Den ligger i den nordvästra delen av landet, 170 km nordväst om huvudstaden Sarajevo. Kozara nationalpark ligger 626 meter över havet. Arean är 34 kvadratkilometer.
Omgivningarna runt Kozara nationalpark är en mosaik av jordbruksmark och naturlig växtlighet. Runt Kozara National Park är det ganska tätbefolkat, med 67 invånare per kvadratkilometer.